# Великий голод (1315—1317)

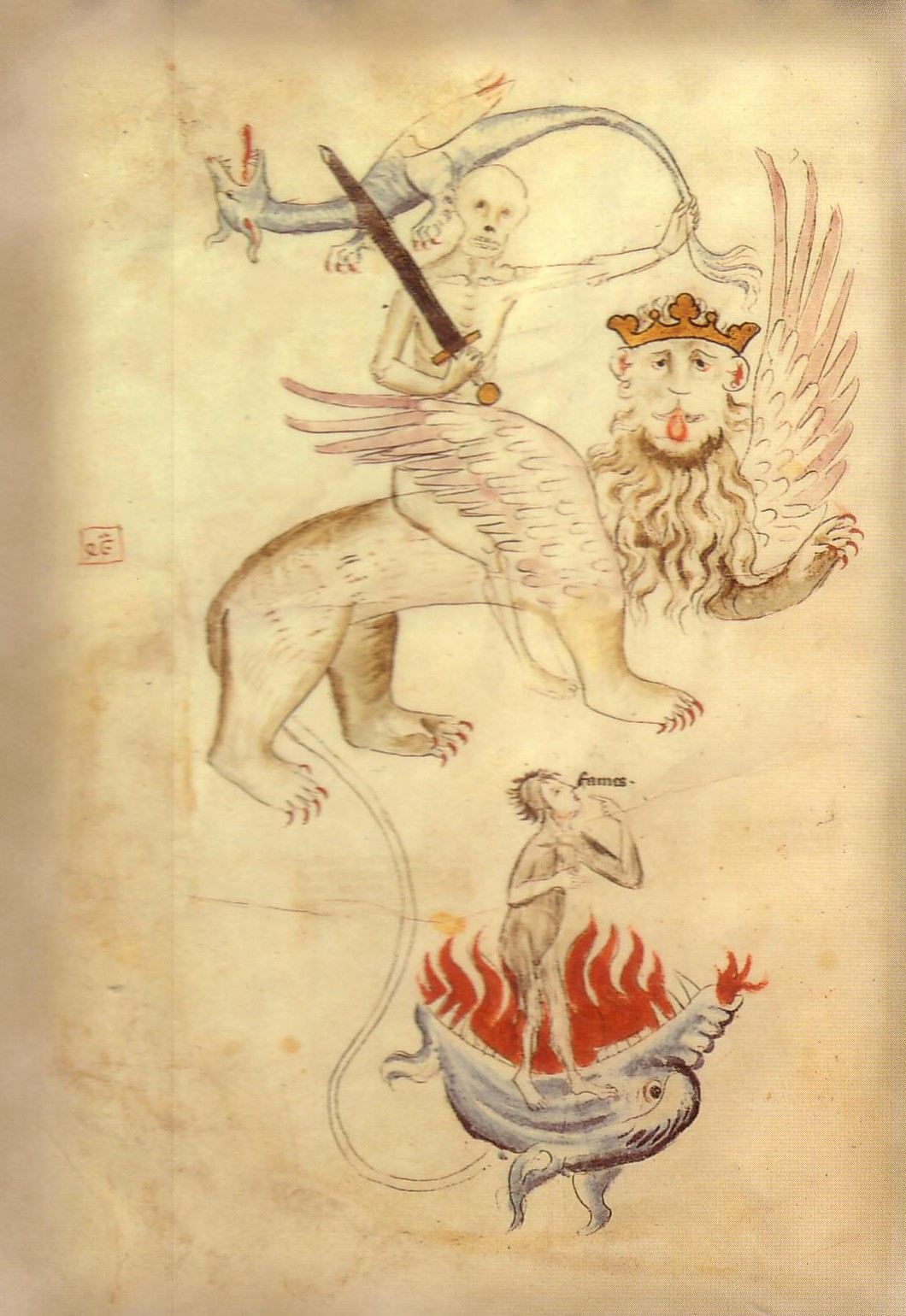
Аллегорическое изображение голода в книге Апокалипсиса рукописной Библии для бедных (Biblia Pauperum), вышедшей в Эрфурте в годы Великого голода (1315—1317)

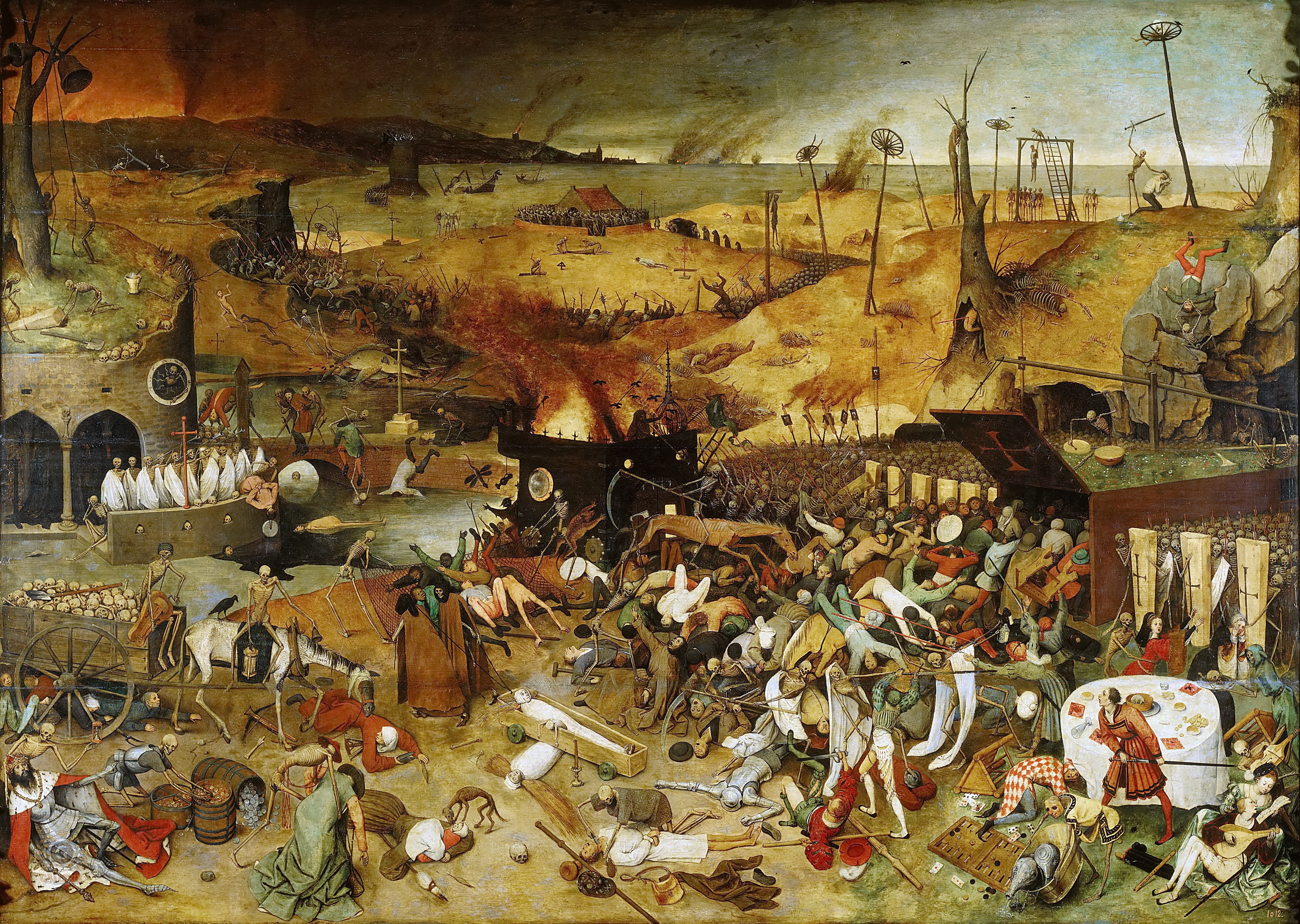
«Триумф смерти». С картины художника Питера Брейгеля (Старшего), около 1562. Музей Прадо, Мадрид.
Трагическая реальность средневековой жизни и ощущение духа времени представлены художником как зловещий фантастический мир, в котором люди оказываются бессильными перед лицом алчности, жестокости, человеческого безумия и смерти.

Великий голод 1315—1317 годов (иногда указывается период по 1322 год) — первое в ряду крупномасштабных бедствий позднего средневековья, постигших Европу в начале XIV века. Великий голод повлек миллионы смертей (по оценкам, умерло от 10 до 25 % только городского населения) и стал концом предыдущего периода роста и процветания XI—XIII веков. Он охватил почти всю Северную Европу — нынешнюю территорию Ирландии, Великобритании, Франции, Фландрии, Скандинавии, Нидерландов, Германии и Польши. Европа к югу от Альп (Италия) и Пиренеев (Южная Испания), а также земли восточнее Польского королевства и большая часть Византии избежали этого бедствия.
Причиной развития и распространения «великого голода» начала XIV века послужил аномально высокий уровень осадков, наблюдавшийся почти повсеместно в Европе, начиная с территорий современной Ирландии и заканчивая Польшей, Белоруссией и Литвой. Неблагоприятные погодные условия весны 1315 года, последовавшие за ними неурожаи и резкий рост цен на продукты питания вызвали острую нехватку пищи, длившуюся два года и сказывавшуюся ещё вплоть до 1322 года. В это время ежедневно умирали тысячи людей, общественные правила переставали действовать. Многие родители бросали своих детей, некоторые своих продавали, чтобы их спасти или купить себе еду, широко распространился каннибализм, необычайно выросла преступность, усилилось распространение болезней. Этот период имел серьёзные последствия для церкви, государств, европейского общества и будущих бедствий XIV века.
В настоящее время наступление Великого голода связывают с Малым ледниковым периодом, причинами которого являются долговременные циклы солнечной активности (минимум Маундера), замедление термохалинной циркуляции (в частности, замедление Гольфстрима), а также извержения вулканов (возможно, Таравера в Новой Зеландии).
Кроме того, нехватку продовольствия и кормов для домашних животных, вызвавшую эту крупномасштабную катастрофу в средневековой Европе, нельзя отнести только к изменившимся погодным условиям, обильным дождям и жестоким зимам. Свою роль в этом бедствии сыграли также слабое экономическое планирование при общинном способе ведения сельского хозяйства и сложное взаимодействие многих социальных и экологических факторов: демографический пик в Европе, обозначившийся к 1300 году в течение Средневекового тёплого периода (X—XIII вв.); необычайно высокая экономическая интеграция, болезни домашнего скота  и птицы, нестабильные цены вследствие неурожаев, классовый антагонизм, последствия от постоянных войн, неравномерное распределение ресурсов.
Считается, что Великий голод в исторической памяти затенили последовавшие позже в том же веке Чёрная смерть и Столетняя война.